# Rhipidia superarmata
Rhipidia superarmata är en tvåvingeart som först beskrevs av Alexander 1942.  Rhipidia superarmata ingår i släktet Rhipidia och familjen småharkrankar.
Artens utbredningsområde är Peru. Inga underarter finns listade i Catalogue of Life.